# (74326) 1998 UU37
(74326) 1998 UU37 – planetoida z pasa głównego asteroid okrążająca Słońce w ciągu 4,41 lat w średniej odległości 2,69 j.a. Odkryta 28 października 1998 roku.